# Droga do sławy
Droga do sławy – pierwsza autobiografia piosenkarki i aktorki Miley Cyrus znanej z serialu Hannah Montana. Autorami jest Cyrus i Hilary Liftin, książkę opublikował Disney Hyperion. Premiera światowa miała miejsce w marcu 2009 roku. W Polsce ukazała się 2 listopada 2009 roku. W biografii Miley opisuje swoje życie, relacje z rodzicami, miłość oraz przyszłe ambicje i cele do osiągnięcia. Na New York Times książka zajęła pierwszą pozycję i jest bestsellerem. W Australii wydano drugą wersję książki, która zawiera te same informacje, lecz uaktualnione w 2009 roku. W Wielkiej Brytanii autobiografia ukazała się 1 marca 2010 roku. 
Na świecie książka sprzedała się w nakładzie 2.000.000 egzemplarzy, w Stanach w pierwszych tygodniu po wydaniu sprzedano 1.000 kopii.